# Koń małopolski

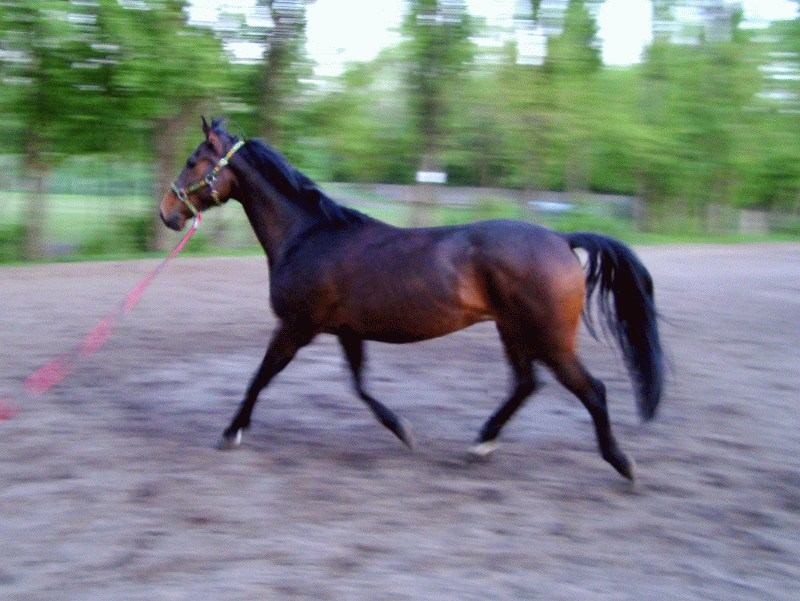
Koń małopolski

Koń małopolski – konie półkrwi angloarabskiej i arabskiej hodowane w Małopolsce, nieco mniejsze i lżejsze od koni wielkopolskich, urodziwe, o suchej budowie, doskonałym ruchu, dobrze wykorzystujące paszę, wytrwałe i dzielne w pracy.
Rasa ta jest oznaczana przez hodowców za pomocą symbolu "m.xo". Jest to ogólne określenie dla koni półkrwi angloarabskiej hodowanych w południowej i południowo-wschodniej części Polski.

## Historia rasy
Konie małopolskie wywodzą się swymi liniami żeńskimi od miejscowych koni chłopskich o dużym udziale krwi koników polskich, dlatego też ze wszystkich odmian koni gorącokrwistych hodowanych w Polsce, konie te mają najsilniej wyrażone cechy przekazywane im przez konika polskiego: płodność i plenność, długowieczność, dobre wykorzystanie paszy i niewybredność, odporność na choroby i trudne warunki bytu oraz wytrzymałość w pracy. 
Rodzima populacja klaczy została w XVIII wieku uszlachetniona końmi orientalnymi: perskimi, turkmeńskimi, tureckimi i arabskimi. W XIX wieku wprowadzono do hodowli konie ze szczepów austro-węgierskich, takich jak Shagya, Amurath, Gidran, Gazla, Dahoman, Furioso i Przedświt oraz konie angielskie, arabskie i angloarabskie czystej krwi (długa tradycja hodowlana tych ostatnich w Polsce). W latach 60. XX w. w pierwszej Księdze Stadnej rasy małopolskiej znalazły się również konie kabardyńskie sprowadzone z Kaukazu do stadniny w Stubnie.
Urodzony w 1937 w Wojcieszkowie siwy ogier Ramzes miał znaczny wpływ na hodowlę koni holsztyńskich i westfalskich, oraz duży wpływ na europejską hodowlę koni sportowych.

## Pokrój
Są to konie w typie wierzchowym, eleganckie, wytrzymałe, o średnich gabarytach i suchej budowie, najczęściej w typie angloarabskim. Głowa niewielka, zbliżona wyglądem do głowy konia arabskiego. Szyja długa, kark lekki. Kłąb zaznaczony wyraźnie, łopatki czasem strome. Grzbiet bywa nieco słaby, kłoda niezbyt szeroka i głęboka. Zad lekko ścięty, dobrze umięśniony. Kończyny długie i suche, czasami trochę zbyt lekkie, kopyta dobre, bez szczotek pęcinowych. Występują wszystkie maści. Wysokość w kłębie wynosi 158-165 cm. Zazwyczaj koń małopolski jest mniejszy o ok. 5 cm od konia wielkopolskiego i o 100 kg od niego lżejszy. 

## Odmiany rasy
Rasa małopolska ma cztery odmiany o nieznacznych różnicach: 
- kielecką
- lubelską
- sądecką (bazująca na dużej domieszce węgierskiej rasy Furioso)[1]
- dąbrowsko-tarnowską (bazująca na dużej domieszce węgierskiej rasy Gidran)[1]

## Hodowla
Elitarną hodowlę konia małopolskiego, skupiającą najcenniejsze klacze-matki prowadzą stadniny w: Walewicach, Janowie Podlaskim, Ochabach, Prudniku, Udorzu i Kalnikowie. Stadnina Koni Michałów hoduje konie o maści tarantowatej. W księdze stadnej w 2010 było zapisanych 1809 klaczy i 160 ogierów.
Hodowców i miłośników konia małopolskiego zrzesza Polski Związek Hodowców Koni Małopolskich.